# برژانا
برژانا (به بلغاری: Brezhana) یک منطقهٔ مسکونی در بلغارستان است که در ژبل واقع شده‌است.
 برژانا ۲٫۰۳۵ کیلومتر مربع مساحت و ۲۰ نفر جمعیت دارد.